# Mansión de Lamiņi
La Mansión de Lamiņi (en letón: Lamiņu muižas pils) es una casa señorial en Lamiņi, parroquia de Pūre, municipio de Tukums en la región histórica de Curlandia, en Letonia occidental.

## Historia
La Mansión de Lamiņi fue construida entre 1855 y 1856. A mediados del siglo XIX la mansión fue adquirida por Ferman, un comerciante de Riga, y fue construida una nueva casa señorial. Actualmente alberga la escuela internado especial de Dzirciems.

## Mansión del parque
Al mismo tiempo de la construcción de la nueva mansión, Ferman ordenó la creación de un nuevo parque con árboles recortados decorativos entrelazados con caminos, lechos de flores y estanques decorativos. En 1912 el parque de la Mansión de Lamiņi fue caracterizado como un raro ejemplo de antiguo parque de estilo francés y rococó en el Báltico.